# Manuel Vasques
Manuel Soeiro Vasques  est un footballeur portugais né le 29 juillet 1926 à Barreiro et est mort le 10 juillet 2003.

## Biographie

### En club
Il constitue l'un des « cinq violons » du Sporting Portugal avec Fernando Peyroteo, Albano, Jesus Correia et José Travassos.

### En équipe nationale
Il dispute 26 rencontres pour 7 buts marqués en sélection nationale entre 1948 et 1957.